# Медична карта стаціонарного хворого

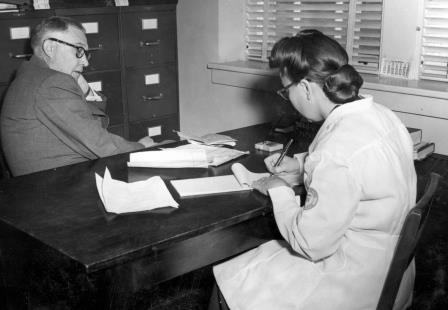
Лікар веде медичні записи у США

Медична карта стаціонарного хворого (також відома в розм. як «історія хвороби») — медичний документ, що заповнюється на кожного пацієнта, який надходить на стаціонарне медичне лікування, ведеться в усіх закладах охорони здоров'я, що надають стаціонарну медичну допомогу, та в санаторіях. В документ вносяться всі дані щодо стану хворого за період перебування в стаціонарі, організації та проведення лікування, а також дані об'єктивних, функціональних, рентгенологічних, лабораторних та інших методів обстежень. Медична карта стаціонарного хворого з метою контролю належної організації лікувально-діагностичного процесу та використовується для надання матеріалів за запитами (правоохоронних органів, суду тощо). В Україні форма № 003/о «Медична карта стаціонарного хворого № ____» затверджена відповідним наказом МОЗ України та є формою первинної облікової документації.
В англомовній літературі використовується термін англ. Case history або в більш широкому сенсі для позначення усіх медичних записів про пацієнта -англ. Medical records
Дизайн-макет бланків форм первинної облікової документації, зокрема Медичної карти стаціонарного хворого (форма № 003/о) в Україні, не є обов'язковим до відтворення та передбачає можливість видозмінення зовнішнього вигляду полів заповнення без зміни черговості пунктів.

## Структура

Титульна сторінка медичної карти стаціонарного хворого форма 003/о

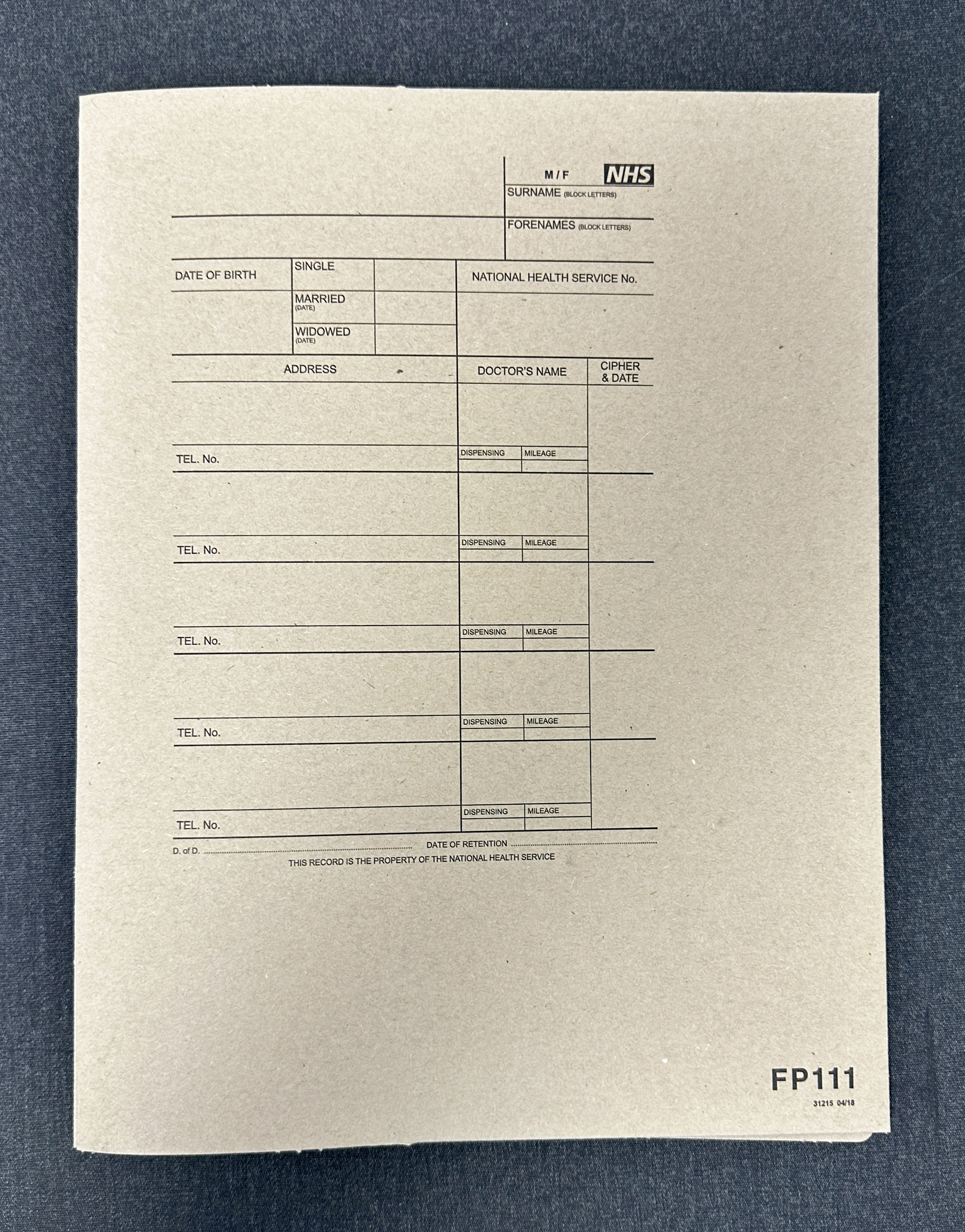
Вигляд медичної карти у Великобританії

Форма № 003/о «Медична карта стаціонарного хворого № ____» затверджена наказом МОЗ України складається з таких розділів:
- Титульна сторінка.[6] Запонюється інформація про паспортні дані пацієнта, дату та час його госпіталізації, інформацію про заклад охорони здоров'я, який направляє пацієнта до стаціонарного відділення. Таку інформацію заповнює медичний працівник зазвичай у приймальному відділенні закладу охорони здоров'я.[2] Надалі інформацію в медичні карті заповнює лікуючий лікар. Вказуються діагноз при госпіталізації та код захворювання згідно з Міжнародною статистичною класифікацією хвороб та споріднених проблем охорони здоров'я Десятого перегляду (МКХ-10).[2] Додатково позначають код відділеня закладу охорони здоров'я при госпіталізації та вид госпіталізації: ургентна чи планова. Позначають дані про алергічні реакції пацієнта, результати обстеження на ВІЛ-інфекцію, групу крові хворого, резус-приналежність, дата обстеження на реакцію Васермана.[2] Відмічають статистичну інформацію про госпіталізації з приводу захворювання за останній рік та 30-днів. В пункті дата виписки, лікуючий лікар зазначає дату та час виписки/смерті пацієнта.[2]
- Зворотня сторінка титульної сторінки.[6] Зазанчається інформацію про кількість проведених пацієнтом у закладі охорони здоров'я ліжко-днів (день госпіталізації і день виписки/смерті рахуються як один день); вказується заключний клінічний діагноз при виписці/смерті (а у випадку травми зазначається її вид: виробнича або невиробнича). За наявності у пацієнта ускладнень основного діагнозу або супутніх захворювань лікар вказує їх після основного діагнозу та зазанчає відповідні коди згідно з МКХ-10.[2] Якщо у пацієнта мало місце побічна дія лікарського засобу, зазначається прояв побічної дії як основний діагноз або ускладнення основного діагнозу чи супутнє захворювання. В цьому випадку проводиться подвійне кодування цього пункту згідно з МКХ-10. Якщо у пацієнта є діагноз активної форми туберкульозу (коди МКХ-10 А15-А19, В90), вказцють відповідну категорію резистентності туберкульоза. Далі лікар зазначає дату запису, свої прізвище, ім'я, по батькові, підпис та реєстраційний номер.[2] Якщо пацієнту проводились хірургічні втручання або процедури вказують дату її проведення, тривалість, код та назву процедури/хірургічної операції, прізвище, ім'я, по батькові та реєстраційний номер суміжного спеціаліста, вид анестезії (відсутня; місцева; загальна; інша) та реєстраційний номер лікаря-анестезіолога, ускладнення, у випадку якщо такі мали місце (код згідно з МКХ-10).[2] Для онкологічних хворих вказуються інші види медичного лікування: спеціальне, паліативне, симптоматичне.[2] Відмічаються дані щодо тимчасової непрацездатності пацієнта також вказується висновок для хворих, які потребують проведення медико-соціальної експертизи.[2] Результат медичного лікування пацієнта зазначається як, виписаний(а) з[2]:
  - одужанням;
  - поліпшенням;
  - погіршенням;
  - без змін;
  - помер(ла);
  - переведений(а) до іншого закладу охорони здоров'я;
  - здоровий(а).

Записуються дати проведення профілактичного медичного огляду на наявність злоякісного новоутворення (онкологічний профілактичний огляд) та профілактичного медичного огляду на виявлення туберкульозу (обстеження органів грудної порожнини) за період стаціонарного лікування. За потребою роблять відмітки щодо страхування хворого. В кінці сторінки зазначаються дані лікуючого лікаря та завідувача відділення та їх підписи.
- Запис лікаря приймального відділення.[6] Лікар приймального відділення записує скарги пацієнта, стисло вказуює дані анамнезу хвороби та життя, об'єктивний стан. Зазанчають дані оглядів на коросту та педикульоз. Робиться відмітка, що пацієнт ознайомлений із режимом дня та забороною паління, із зазначенням дати ознайомлення та підписом хворого. Далі лікар приймального відділення вказує свої прізвище, ім'я, по батькові, підпис та інші дані.[2]

- Скарги пацієнта, анамнез хвороби, анамнез життя. (Огляд лікуючого лікаря).[6] В цій частині медичної карти, лікуючий лікар вказує скарги пацієнта, анамнез хвороби, анамнез життя, об'єктивний стан хворого, попередній діагноз, план обстеження та план медичного лікування.[2]
- Результати обстежень (лабораторні, ультразвукові, рентгенологічні, функціональна діагностика тощо).[6] Тут відмічаються результати обстежень (лабораторні, ультразвукові, рентгенологічні, функціональна діагностика тощо).[2]
- Щоденник.[6] Тут лкуючий лікар веде записи про стан здоров'я та медичного лікування хворого або щогодини, або щодня, або щотижня залежно від стану хворого та місця його перебування (палата інтенсивної терапії, відділення анестезіології та інтенсивної терапії, відділення хірургічного, терапевтичного, психіатричного профілю тощо).[2] Такі записи повинні максимально повно відображати зміни загального стану пацієнта (погіршення, поліпшення, повне одужання) та процес медичного лікування або реабілітації за період перебування в стаціонарному відділення. У день виписки пацієнта зі стаціонару медичний запис лікаря має бути найбільш детальним. Записи щоденника потрібно формулювати стисло і чітко, обов'язково зазначати дату та час медичного огляду пацієнта та засвідчуватися підписом лікуючого лікаря. Призначення лікуючого лікаря також записуються у щоденнику.[2] Заповнення щоденників потрібно проводи виходячи з клінічної необхідності.[5]
- Листок лікарських призначень. (форма № 003-4/о[7]). Записи про призначення ведуться розбірливо, чітко, детально із зазначенням дат призначення та відміни лікарських засобів і засвідчуються підписом лікуючого лікаря.[2]
- Результати оглядів та консультацій хворого лікарями-спеціалістами.[6]
- ЕПІКРИЗ (перевідний, виписний, посмертний).[6] При виписці пацієнта із відділення лікуючий лікар формує виписний епікриз, у якому коротко резюмує дані про стан пацієнта на момент госпіталізації та при виписці. Зазначаються результати клінічних аналізів крові, сечі, копрограма, печінкові проби. У випадку переведення пацієнта до іншого закладу охорони здоров'я формується перевідний епікриз, а у випадку смерті — посмертний.[2]
- Передостання сторінка.[6] Тут зазначаються заключний клінічний діагноз, проведені обстеження та лікувальні заходи, аналіз їх ефективності. Лікуючий лікар вказує подальші рекомендації по лікуванню, потрібний режим для хворого, вказує остаточний результат медичного лікування хворого. Після заповнення епікризу лікуючий лікар і завідувач відділення вказують свої прізвища, підписи, реєстраційні номери та дату заповнення.[2]
- Остання сторінка — Виписка з протоколу (карти) патологоанатомічного обстеження.[6] У разі смерті хворого лікар-патологоанатом після розтину заповнює виписку з протоколу (карти) патологоанатомічного обстеження.[2]

В залежності від клінічної ситуації медична карта стаціонарного хворого доповнюється відповідними додатковими формами — № 003-3/о «Передопераційний огляд анестезіологом та протокол загального знеболення», № 005/о «Листок реєстрації переливання трансфузійних рідин» та ін.
Після виписки зі стаціонара лікуючий лікар також заповнює форму первинної облікової документації № 066/о «Карта пацієнта, який вибув із стаціонару, №_____» яка передається до статистичного відділу та заповнює форму первинної облікової документації № 027/о «Виписка із медичної карти амбулаторного (стаціонарного) хворого» (більш відома як «виписка з історії ховроби»)

## Електронна версія
Якщо форма № 003/о ведеться в електронному форматі, то вона повинна включати в себе всі дані, які містяться на паперовому носії інформації.

## Доступ пацієнта до історії хвороби
У період перебування хворого в стаціонарному відділенні, медична карта стаціонарного хворого зберігається у лікуючого лікаря.
Нерідко в правилах внутрішнього розпорядку медичного закладу або його положенні про права та обов'язки пацієнта міститься заборона робити фото- чи відеозйомку на території закладу охорони здоров'я, що включає і заборону на фотографування документації. Відтак, часто пацієнти зіштовхуються з питанням ознайомлення з медичною картою та отримання її копії (фотокопії). Однак, юристи зазначають, що медична інформація, тобто свідчення про стан здоров'я людини, історію її хвороби, про мету запропонованих досліджень і лікувальних заходів, прогноз можливого розвитку захворювання, в тому числі і про наявність ризику для життя і здоров'я, за своїм правовим режимом належить до конфіденційної, тобто інформації з обмеженим доступом. Лікар зобов'язаний на вимогу пацієнта, членів його сім'ї або законних представників надати їм таку інформацію повністю і в доступній формі.
Згідно з Законом України «Про Основи законодавства України про охорону здоров'я» медичний працівник зобов'язаний надати пацієнту в доступній формі інформацію про стан його здоров'я, мету проведення запропонованих досліджень і лікувальних заходів. Винятком з цього правила є випадки, коли інформація про хворобу може погіршити стан здоров'я людини чи зашкодити процесу лікування. У такому випадку медпрацівник має право дати неповну інформацію про стан здоров'я або обмежити можливість ознайомлення з окремими медичними документами. У цьому разі він інформує членів сім'ї або законного представника пацієнта, враховуючи особисті інтереси хворого. Таким же чином лікар діє, коли пацієнт перебуває у непритомному стані.
Щоб отримати персональні дані, зокрема, копії медичної документації, пацієнт або його представник може подати запит до закладу охорони здоров'я усіх форм власності. У запиті слід вказати прізвище, ім'я та по батькові, місце проживання і реквізити документа, який посвідчує особу, та зазначити перелік персональних даних, які цікавлять. Запит має бути задоволений протягом 30 календарних днів із дня його надходження.

## Архів
Строк зберігання форми № 003/о — 25 років.

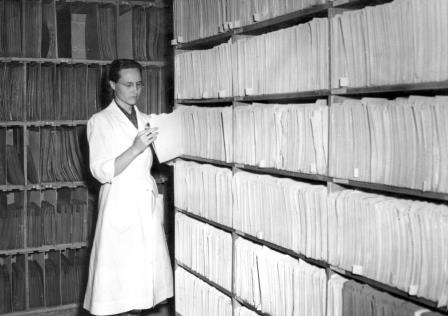
Медичний архів

Зберігання медичної документації проводиться в спеціально організованих архівах в кожному закладі охорони здоров'я.
Після закінчення терміну зберігання медичні карти стаціонарних хворих як і інша медична документація знмщуються у встановленому порядку.